# Димитровград (Болгария)
Димитровгра́д (болг. Димитровград) — город в области Хасково в южной Болгарии.

## Географическое положение
Город находится на обоих берегах реки Марица.

## История
Начало строительству города было дано 10 мая 1947 в связи с необходимостью освоить Западно-Марицкий буроугольный бассейн.
Город возник 2 сентября 1947 г. в результате объединения трёх населенных пунктов: Раковски, Мариино и Черноконёво и был назван в честь Георгия Димитрова. При образовании города в 1947 году численность населения составляла 9 тыс. человек.
Строительство города проходило по единому плану, одновременно с предприятиями и жилыми домами строились культурно-бытовые учреждения и проходило озеленение. С 1948 по 1950 город строили 50 000 членов бригады «Молодая гвардия», которые приехали из 963 болгарских городов и сёл. Часть из них стали жителями нового города.
Бригады построили десятки домов, химический завод, завод «Вулкан», завод азотных удобрений, дорожные сети, железнодорожные линии, искусственные озёра и другие объекты инфраструктуры. Здесь был открыт первый в Болгарии хлебозавод.
В соответствии с 1-м пятилетним планом развития народного хозяйства страны в городе была построена тепловая электростанция имени В. Червенкова.
В 1969 году численность населения составляла 44 тыс. человек, город являлся центром энергетики и тяжёлой промышленности, к началу 1970х годов крупнейшими предприятиями были тепловые электростанции (на местном буром угле), цементный завод «Вулкан», шиферный завод и  химический комбинат, также здесь действовали музей социалистического строительства и планетарий.
В 1985 году численность населения составляла 54 тыс. человек, город являлся центром химического машиностроения, химической, цементной, текстильной и пищевкусовой промышленности.
| Год  | Население |
| ---- | --------- |
| 1985 | 53 965    |
| 1992 | 50 977    |
| 2000 | 48 004    |
| 2005 | 42 529    |
| 2010 | 39 510    |

## Политическая ситуация
Кмет (мэр) общины Димитровград — Иво Димов (коалиция партий: Союз свободной демократии (ССД), Земледельческий народный союз (ЗНС), Болгарская рабочая социал-демократическая партия (БСДП), «Новые лидеры» (НЛ)) по результатам выборов.

## Промышленность
В 2009 году здесь действовали предприятия «Неохим» АД, «Терахим», «Химремонтстрой», «Хлорофил», завод «Химик».

## Награды
- Почётный знак Президента Болгарии (2017 год) — по случаю 70-летия города[6]

## Города-побратимы
- Блида, Алжир
- Казинцбарцика, Венгрия
- Айзенхюттенштадт, Германия
- Каламария, Греция
- Гроссето, Италия
- Дархан, Монголия
- Нова-Хута, Польша
- Димитровград, Россия
- Южный, Украина